# The quick brown fox jumps over the lazy dog

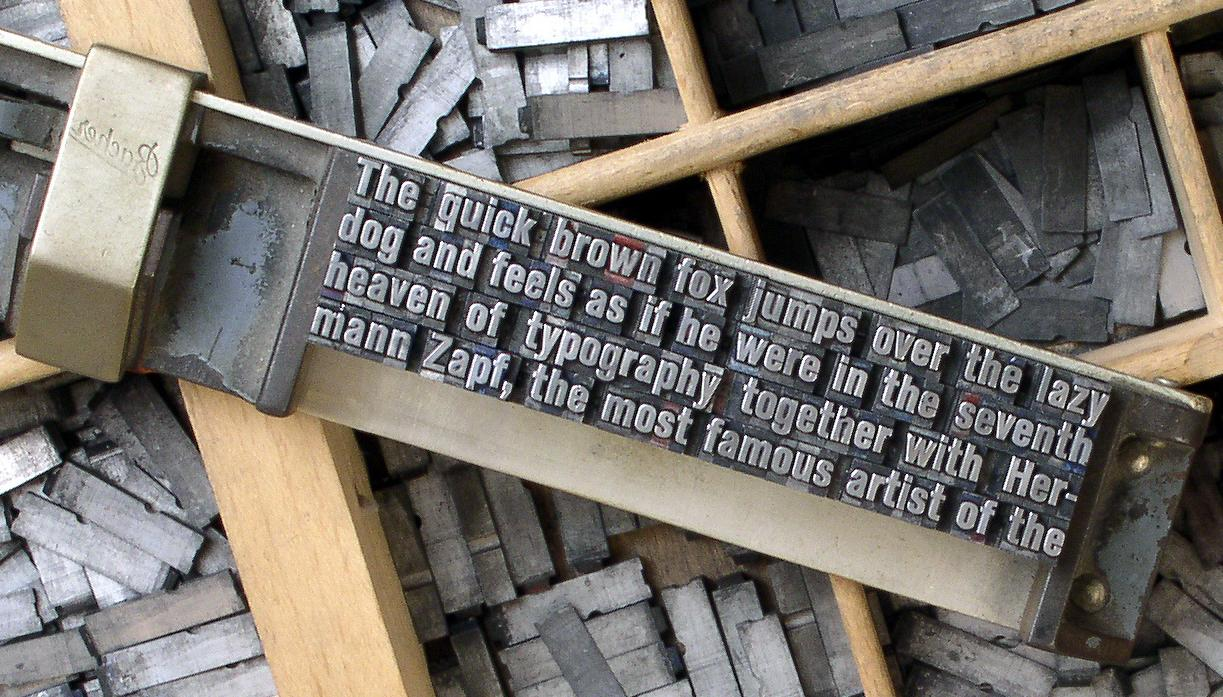
此句在金属活动字模中的展示，用于印刷出版。（图像经过翻转处理）

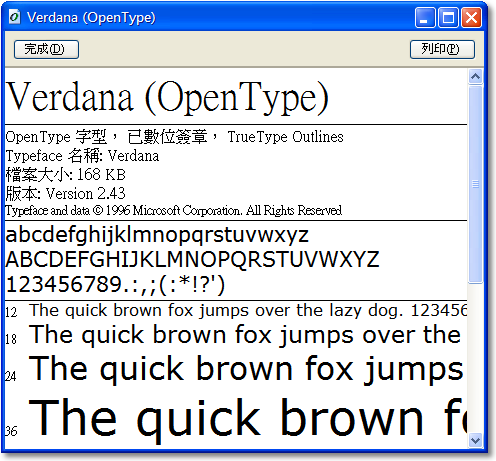
這個句子被用來檢測字體的顯示效果。

是一個著名的英語全字母句，意為“敏捷的棕色狐狸跨过懒狗”，常用於測試字體顯示效果和鍵盤是否故障。此句也常以做為指代簡稱。

## 內容
此句共35個字母，其中重複3次，重複2次，重複4次，重複2次，重複2次（包含），重複2次，使用的都是常用的單詞，沒有使用專有名詞。

## 應用
在Microsoft Office Word 2003中輸入命令，再按回車鍵，會出現此句，而Office 2007及更高版本則是命令。
在繁體中文版Microsoft Office 2016 中輸入命令，再按回車鍵，會出現「機會稍縱即逝。機會稍縱即逝。機會稍縱即逝。」